# 離活
離活（りかつ）とは、「離婚活動」の略である。離婚をしようと思っている人間が、離婚に向けて行う活動のことである。離活の内容としては、離婚に関する法律の知識を身に付けたり、離婚後も安定した生活が送れるために住居や仕事などを確保しておくと言った事柄が存在している。現代社会においてはこのような離活と言うのは多く行われるようになっている事柄であり、その背景には年金分割制度が施行されたということや、夫の経済苦や失業などと言った社会状況の変化が存在している。マスメディアによって芸能人の離婚が頻繁に取り上げられるということからも、人々の離婚に対する認識が変わってきており、これが容易に離婚をするということへと変わってきているということもある。そして現代では離婚カウンセラーという職業も生まれてきており、離婚に関するサービスが仕事にもなっている。